# チリ・クーデター

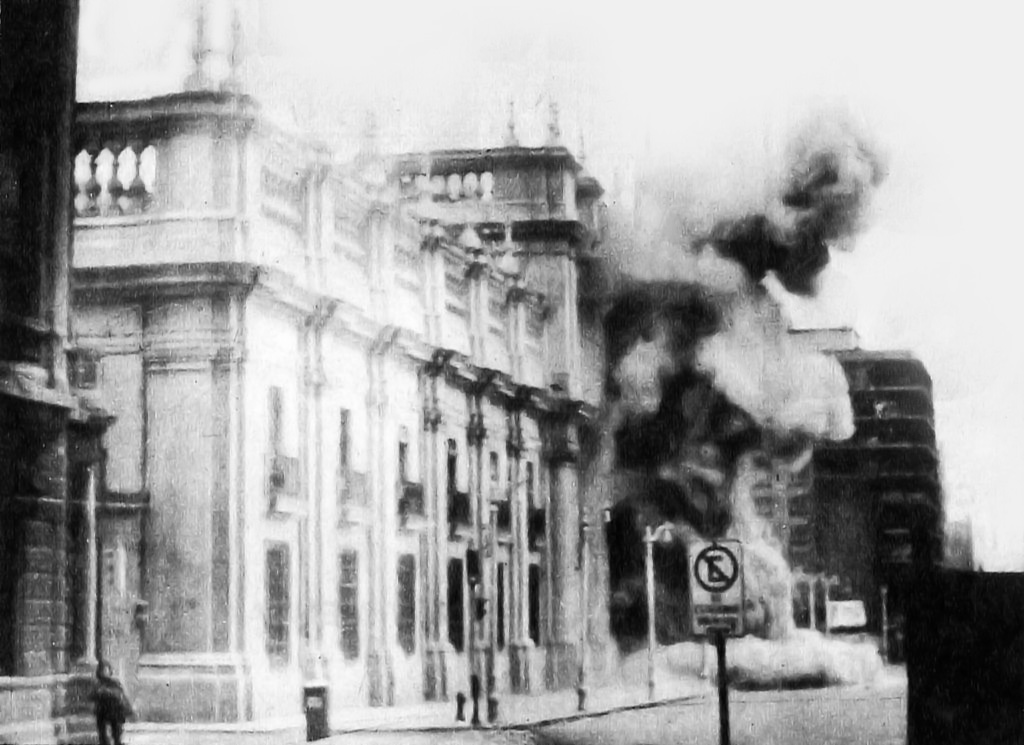
爆破されるモネダ宮殿

チリ・クーデター（スペイン語: Golpe de Estado Chileno）とは、1973年9月11日に、チリの首都サンティアゴ・デ・チレで発生した軍事クーデターである。
社会主義者のサルバドール・アジェンデ大統領を打倒するため、チリ軍によって行われた軍事行動である。 陸軍部隊と空軍機が政府所在地であるモネダ宮殿を攻撃。アジェンデは軍が宮殿に突入した際に自ら拳銃で命を絶った。

## 概要

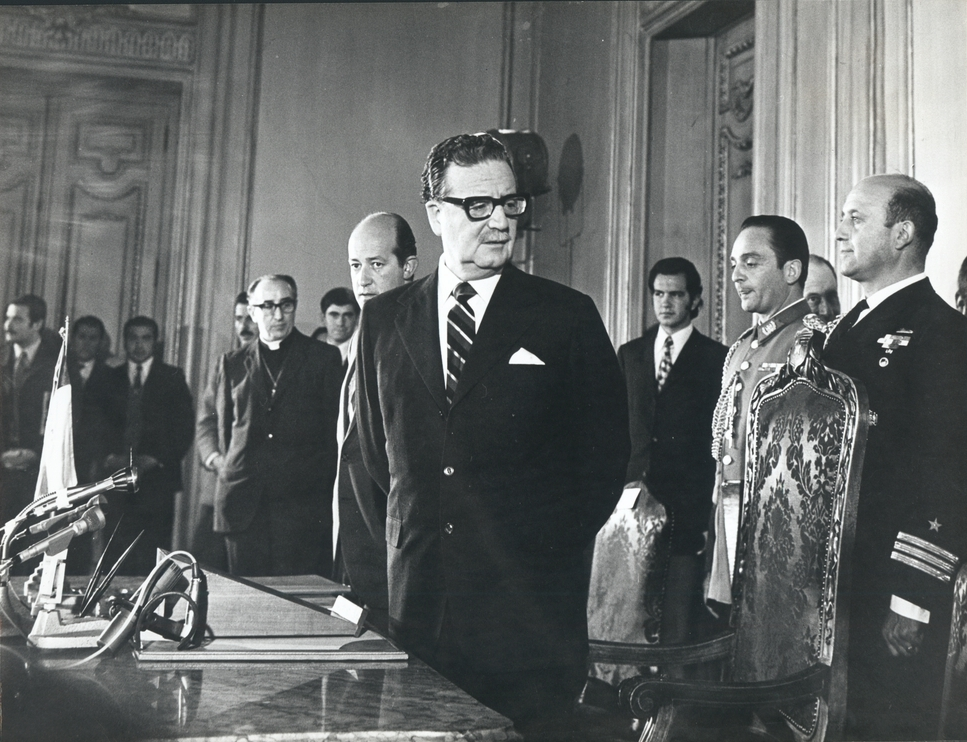
サルバドール・アジェンデ

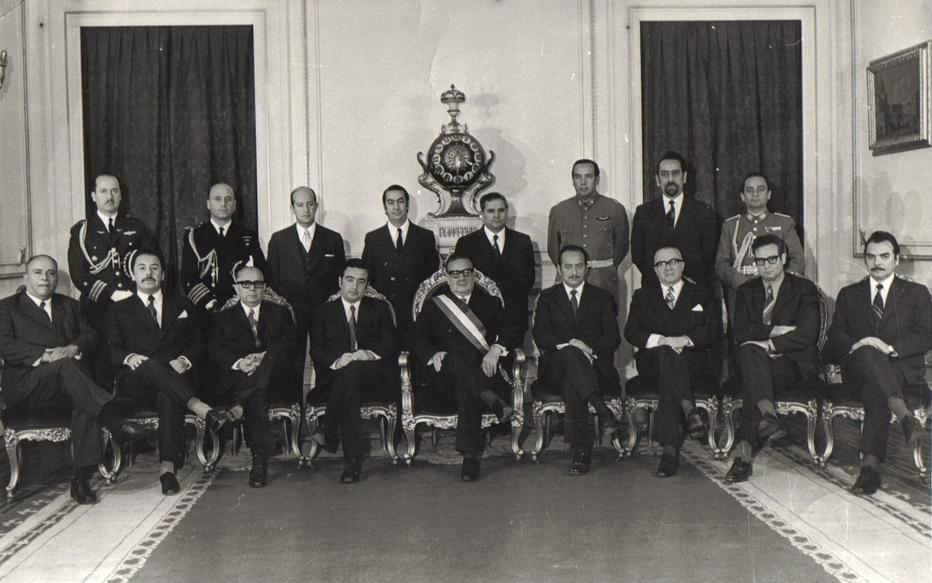
アジェンデ内閣

アジェンデは、ラテンアメリカで初めて民主的に選出されたマルクス主義者として知られていたが、社会不安、議会との対立、そしてアメリカ合衆国による経済戦争に直面していた。
1973年9月11日、アウグスト・ピノチェト将軍率いる軍部によるクーデターが勃発し、文民政府の終焉に繋がった。軍事政権は全ての政治活動を停止し、左翼運動を弾圧した。ピノチェトは急速に権力を固め、1974年末には正式にチリ大統領となった。
クーデター直前、アジェンデは最後の演説を行い、大統領官邸に留まる決意を表明した。彼の死の詳細は今も議論の的となっている。
チリは南米において民主主義と政治的安定の象徴とされていたが、クーデターにより1932年以来続いた民主政権が途切れることとなった。これによりピノチェト政権による政治的弾圧が開始され、左翼勢力は弱体化した。1989年の国民投票を経て、チリは平和裏に民主主義へと移行した。
この出来事はその日付から、2001年9月11日に発生したアメリカ同時多発テロ事件になぞらえて「もう一つの9.11」とも呼ばれている。

## 政治的背景

### 1970年選挙
| 候補者         | 得票数    | %      |
| -------------- | --------- | ------ |
| アジェンデ     | 1,070,334 | 36.30% |
| アレッサンドリ | 1,031,051 | 34.98% |
| トミッチ       | 0,821,000 | 27.84% |
| 総計           | 2,922,385 |        |

1970年チリ大統領選挙（英語版）において、アジェンデは36.6%の得票率で首位となったが、過半数に達せず。憲法規定により、議会が最終決定を行うこととなった。
当時の憲法下では大統領の連続再選が禁止されていた。CIAはアレッサンドリを当選させ、辞任後の再選挙でフレイを擁立する計画を立てた。しかしアジェンデが憲法遵守を誓約したことで、議会により大統領に選出された。
米国は社会主義の成功例となることを恐れ、外交的、経済的、秘密裏に圧力をかけた。1971年末にはカストロがチリを訪問し、米国の警戒心を高めることとなった。

### アジェンデ政権
1972年、経済相ヴスコヴィッチの金融政策により、インフレ率は140%に達し、闇市場が蔓延した。同年10月、小規模事業主や労働組合、学生グループによる大規模ストライキが発生。24日間のストライキは国家経済に打撃を与え、軍部のプラッツ将軍が内相に就任する結果となった。
1973年3月の議会選挙では、アジェンデの人民連合が得票率を43.2%に伸ばしたが、キリスト教民主党との非公式な同盟は終焉を迎えた。キリスト教民主党は国民党と連携し、民主連合を形成。立法府と行政府の対立により政府機能は麻痺状態に陥った。
アジェンデは暗殺を恐れ、カストロに助言を求めた。カストロは技術者の引き留め、ドル建て銅取引、過激な革命行為の回避、軍との関係維持を進言したが、後者2点の実行は困難を極めた。

### 危機
1973年6月29日、ロベルト・スーペル大佐がラ・モネダ大統領官邸を戦車部隊で包囲したが、アジェンデ政権の打倒には失敗した。この未遂クーデター（タンケタソ）は、国粋主義的な準軍事組織「祖国と自由」が組織したものだった。
8月には憲法危機が発生。最高裁は政府の法執行能力の欠如を公然と非難した。22日、キリスト教民主党は国民党と共に下院で政府の違憲行為を告発し、軍に憲法秩序の執行を求めた。
政府は国家警察カラビネロスの忠誠を疑い、その起用を躊躇していた。8月9日、アジェンデはカルロス・プラッツを国防相に任命したが、プラッツは24日に国防相と陸軍総司令官の両職を辞任。同日、アウグスト・ピノチェトが陸軍総司令官に就任した。
8月下旬、10万人のチリ女性が食料と燃料の高騰と不足に抗議するデモを行ったが、催涙ガスで解散させられた。
8月23日、下院は81対47で決議を可決。この決議は、アジェンデ政権が「絶対権力の獲得を目指し、全市民を国家の厳格な政治的・経済的管理下に置こうとしている」と非難し、「憲法違反を恒常的な行動様式としている」と主張した。さらに、「政府が保護する武装集団の創設と発展」を非難し、アジェンデによる軍と警察の再編努力を「党派的目的のための軍と警察の利用」と批判した。
この決議は事実上、政府が従わない場合は軍に政権打倒を促すものだった。ピノチェトは後にこの決議をクーデター正当化の根拠として利用した。
アジェンデは8月24日に反論。野党が軍に民間権力への不服従を促してクーデターを扇動していると非難し、議会の宣言は「国の威信を損ない、国内に混乱を生み出すためのもの」だと批判した。
アジェンデは、自身が憲法に則って軍人を入閣させ、共和制の制度を反乱やテロから守ろうとしたと主張。一方で、議会の行動は憲法違反であり、行政権を簒奪しようとしているとした。
7月中旬、下院決議の約1ヶ月前、陸軍上層部では人民連合「実験」の終結が望ましいという一般的合意があった。プラッツ陸軍総司令官を中心とする憲法派将軍たちは、アジェンデと軍部による共同政権を提案。一方、強硬派将軍たちは、共同政権は不要としていた。ピノチェトもこの強硬派に加わっていた。

## クーデター

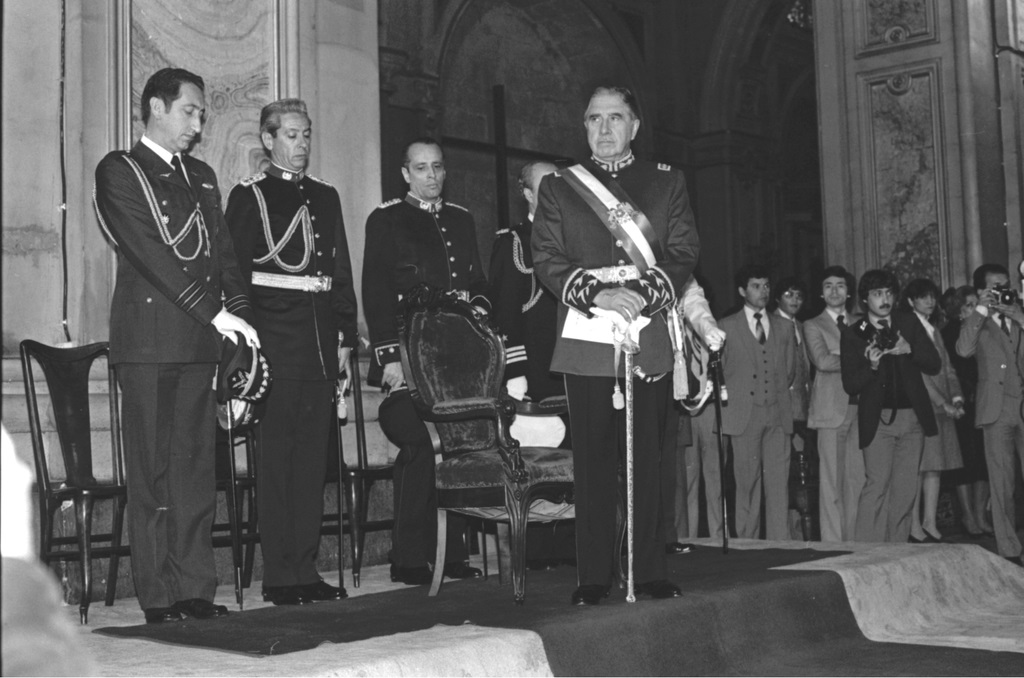
アウグスト・ピノチェト

1973年9月11日午前6時、1924年のクーデターと同じこの日に、海軍がバルパライソを制圧し、中央海岸に艦船と海兵隊を配置、ラジオとテレビ局を閉鎖した。アジェンデ大統領は海軍の行動を知らされ、個人的友人グループ（GAP）と共に大統領官邸に向かった。
午前8時までに、陸軍はサンティアゴ市内のほとんどのラジオとテレビ局を閉鎖。空軍は残りの局を爆撃した。アジェンデは不完全な情報しか得られず、海軍の一部だけが反乱を起こしていると確信していた。
アジェンデとアジェンデ支持者である国防相レテリエは軍指導部と連絡が取れなかった。海軍司令官モンテロ提督は通信を遮断され、クーデターを阻止できないよう妨害された。海軍の指揮権はクーデター計画者のメリーノ（英語版）に移った。陸軍のピノチェト将軍と空軍のリー将軍はアジェンデの電話に応答しなかった。
国防相レテリエは国防省に到着後、クーデターの最初の捕虜として逮捕された。
全軍がクーデターに関与していた証拠があったにもかかわらず、アジェンデは一部の部隊が政府に忠実であることを期待していた。午前8時30分、軍がチリの支配権を宣言し、アジェンデの解任を発表するまで、大統領はクーデターの規模を把握していなかった。
午前9時までに、首都サンティアゴの中心部を除いてチリ全土が軍の支配下に入った。アジェンデは降伏を拒否し、社会党とキューバの顧問団がカウンタークーデターを提案したが、大統領はこれを拒否した。
軍は交渉を試みたが、アジェンデは憲法上の義務を理由に辞任を拒否した。午前10時30分、アジェンデは告別演説を行い、クーデターの発生と脅迫下での辞任拒否を国民に伝えた。
リー将軍（英語版）は大統領官邸の爆撃を命じたが、戦闘機の到着に時間がかかるため、ピノチェトは装甲部隊と歩兵部隊の前進を命じた。しかし、GAPの狙撃手の攻撃を受けて撤退を余儀なくされた。ヘリコプターの支援を得て再び前進し、空軍機も到着して近接航空支援を行った。午後2時30分近くまで守備隊は抵抗を続けたが、最終的に降伏した。当初、大統領は戦闘中に死亡したと報じられたが、後に警察筋は自殺したと報告した。
自殺前、アジェンデは最後の演説で、チリの未来への希望と、国民が意志を強く持ち、暗黒の時代を乗り越えることを願った。彼は「私の祖国の労働者たちよ、私はチリとその運命を信じている。他の人々がこの暗く苦い瞬間を乗り越えるだろう。裏切りが勝利しようとしているこの瞬間を。覚えておいてほしい。近いうちに、自由な人々がより良い社会を築くために通る大通りが再び開かれるだろう。チリ万歳！国民万歳！労働者万歳！」と述べた。

### CIAによる干渉
1973年のチリのクーデターにおける米国の関与は、長年にわたり議論の的となってきた。当初米国は関与を否定したが、後の調査や機密解除文書により、米国の介入の程度が明らかになった。
2000年の米国情報機関の報告書によれば、CIAはクーデターを直接扇動はしなかったものの、軍部のクーデター計画を認識し、一部の謀議者との情報収集関係を維持していた。また、1970年のクーデター扇動の試みや、クーデターを思い止まらせなかったことから、暗黙の承認を与えたと見られる。
歴史家ピーター・ウィン（英語版）は、米国のクーデターへの幅広い関与の証拠を見出し、CIAがチリを不安定化させ、クーデターの条件を作り出したと主張している。クリントン政権下で機密解除された文書は、1970年のアジェンデ政権選出に対する米国の敵対的姿勢を裏付けている。
報告によれば、CIAは複数のアジェンデ排除計画に関与した。これには議会への贈賄、世論操作、ストライキへの資金提供などが含まれる。また、クーデターを促すための危機的状況の創出も試みられた。それに加え、ITT社やエル・メルクリオ紙を通じた資金提供や宣伝活動も行われたとされている。
一方で、CIA工作員ジャック・デヴァイン（英語版）は、後に公開された情報源に基づき、米国政府の役割は従来報じられていたよりも限定的であった可能性を示唆している。

### 海外における反応
日本では当時の政権与党である自民党の他、民社党などが反共主義を理由にクーデターを支持した。とりわけ民社党は塚本三郎を団長とする調査団を派遣し、1973年12月18日、ピノチェトは大内啓伍の取材に応じた。塚本は帰国後、クーデターを「天の声」と賛美した。ピノチェトは、クーデター後すぐにキューバとの国交を断絶。ソ連、北朝鮮、ベトナム、ドイツ民主共和国、ポーランド、チェコスロバキア、ハンガリー、ブルガリア、ユーゴスラビアなどの社会主義国側も対抗して次々と断交に踏み切った。当時西側諸国に接近していたルーマニア人民共和国と中華人民共和国だけ国交を継続した。

## チリクーデターとピノチェト政権を題材にした作品

### 小説
ラテンアメリカ
- イサベル・アジェンデ『精霊たちの家』木村榮一訳、国書刊行会 1989年／河出文庫(上・下) 2018年　※下記の映画『愛と精霊の家』の原作
- ガブリエル・ガルシア＝マルケス『戒厳令下チリ潜入記～ある映画監督の冒険』後藤政子訳、岩波新書 1986年
- アントニオ・スカルメタ『イル・ポスティーノ』鈴木玲子訳、徳間文庫 1985年　※同名映画の原作。映画版はイタリアに舞台を移し、時代もパブロ・ネルーダの亡命時代に設定している。

 アメリカ合衆国
- トーマス・ハウザー『ミッシング』古藤晃訳、ダイナミック・セラーズ 1982年 ※下記映画の原作

 日本
- 五木寛之『戒厳令の夜』新潮文庫（上・下）。初版は新潮社、1976年 ※下記映画の原作
- 深田祐介『革命商人』新潮文庫（上・下）。初版は新潮社、1979年
- 大石直紀『サンチャゴに降る雨』光文社 2000年。

### 映画
- 「サンチャゴに雨が降る」（1975年、フランス・ブルガリア合作、エルビオ・ソト監督、出演：ジャン＝ルイ・トランティニャン他、音楽：アストル・ピアソラ）
- 「戒厳令の夜」（1980年、日本作品、山下耕作監督、出演：伊藤孝雄、樋口可南子他、音楽：ジョー山中）
- 「ミッシング」（1982年、アメリカ作品、C.コスタ・ガヴラス監督、出演：ジャック・レモン、シシー・スペイセク他、音楽：ヴァンゲリス）
- 「愛と精霊の家」（1993年、ドイツ・デンマーク・ポルトガル合作、ビレ・アウグスト監督、原作：イサベル・アジェンデ、出演：ジェレミー・アイアンズ、メリル・ストリープ、グレン・クローズ、アントニオ・バンデラス他）
- 「愛の奴隷」（1994年、アメリカ・スペイン・アルゼンチン合作、ベティ・カプラン監督、原作：イサベル・アジェンデ、出演：ジェニファー・コネリー、アントニオ・バンデラス他）
- 「死と処女」（1995年、アメリカ作品、ロマン・ポランスキー監督、アリエル・ドーフマン原作、出演：シガニー・ウィーバー、ベン・キングズレー、スチュアート・ウィルソン）
- 「11'09''01/セプテンバー11」第6話（2002年、イギリス、ケン・ローチ監督、出演：ウラジミール・ヴェガ）
- 「マチュカ〜僕らと革命〜」（2004年、チリ＝スペイン＝イギリス＝フランス、アンドレス・ウッド監督、出演：マティアス・ケール、アリエル・マテルーナ、マヌエラ・マルテリィ、アリーン・クッペンハイム他）
- 「ぜんぶ、フィデルのせい」（2006年、フランス、ジュリー・ガブラス監督、出演：ニナ・ケルヴェル、ジュリー・ドパルデュー、ステファノ・アコルシ、バンジャマン・フイエ他） - 1970年代フランスのブルジョワ知識人家庭が、アジェンデ政権の発足やフランコ政権のファシスト的状態に影響を受け、奮闘する様をブルジョワ生活に未練を抱く娘の視点から、アジェンデ政権崩壊までの時期を通して描く。
- 「コロニア」（2015年、ドイツ、フランス、ルクセンブルク、フローリアン・ガレンベルガー監督、出演：エマ・ワトソン、ダニエル・ブリュール、ミカエル・ニクヴィスト） - ピノチェト独裁政権下でナチスの残党パウル・シェーファーと結びついた拷問施設「コロニア・ディグニダ」（尊厳のコロニー、後のビジャ・バビエラ）の実態を描いた。

ドキュメンタリー映画・番組
- 「チリの闘い」（チリ＝フランス＝キューバ、パトリシオ・グスマン監督）第１部 ブルジョアジーの叛乱（1975年）第２部 クーデター（1976年）第３部 民衆の力（1978年）
- 「戒厳令下チリ潜入記」（原題:Acta General de Chile）（1986年、スペイン作品、ミゲル・リティン監督）
- 「光のノスタルジア（英語版）」（2010年、フランス＝ドイツ＝チリ、パトリシオ・グスマン監督）
- 「真珠のボタン（英語版）」（2015年、フランス＝チリ＝スペイン、パトリシオ・グスマン監督）
- 「映像の世紀 バタフライエフェクト CIA 世界を変えた秘密工作」（2024年、日本、NHK）[22]

### 音楽
- キラパジュン El pueblo unido jamas sera vencido（邦題「不屈の民」）他多数
- インティ・イリマニ Canto a los caidos（倒れたものに捧げる歌）ほか多数
- シルビオ・ロドリゲス Santiago de Chile（「Días y flores（スペイン語版）」収録）ほか
- スティング「孤独なダンス」They Dance Alone（1987年のLP『ナッシング・ライク・ザ・サン』に収録）
- フレデリック・ジェフスキー 「不屈の民」変奏曲

など

### その他
- 『MASTERキートン』 - 第24話「14階段」にてピノチェト政権下のチリを扱っている。
- 『プリンプリン物語』 - 劇中に登場する独裁国家「アクタ共和国」の国名は軍事政権下のチリと「塵芥」をかけたものとされる。
- 『ドラえもん のび太の宇宙小戦争』 - 冒頭で民主選挙で選ばれた大統領が軍部のクーデターに遭遇し、大統領府に籠城して最後の抵抗を試みようとするくだりが描かれており、チリ・クーデターを意識した展開となっている。
- 『ゴルゴ13　33+G』 - チリのコピアポ鉱山落盤事故に巻き込まれたデューク東郷が大統領暗殺の犯行は自身によるものだと回想するシーンがある。

## 脚註
1. ↑  “チリ・アジェンデ元大統領、死因は自殺 論争に決着”. 日本経済新聞 (2011年7月20日). 2024年8月7日閲覧。
2. ↑  “CIA Activities in Chile — Central Intelligence Agency”. web.archive.org (2007年6月12日). 2024年9月1日閲覧。
3. ↑  “New declassified files shed light on US role in ousting Allende – The Santiago Times”. web.archive.org (2016年10月9日). 2024年9月1日閲覧。
4. ↑  “Castro Speech Data Base - LANIC - Browse Speeches from 1971”. web.archive.org (2004年5月30日). 2024年9月1日閲覧。
5. ↑  “Second coup attempt: El Tanquetazo”. web.archive.org (2004年10月13日). 2024年9月1日閲覧。
6. ↑  “Declaration of the Breakdown of Chile’s Democracy - Wikisource, the free online library” (英語). en.wikisource.org. 2024年9月1日閲覧。
7. ↑  “The Bloody End of Marxist Dream”. 2024年9月1日閲覧。
8. ↑  Agouborde, María Victoria (2023年8月23日). “La Cámara de Diputados de Chile lee la resolución de 1973 que acusó de inconstitucional al Gobierno de Allende” (スペイン語). El País Chile. 2024年9月1日閲覧。
9. ↑  Goldberg, Peter A. (1975). “The Politics of the Allende Overthrow in Chile”. Political Science Quarterly 90 (1):  93–116. doi:10.2307/2148700. ISSN 0032-3195.
10. ↑  Affairs, United States Congress House Committee on Foreign Affairs Subcommittee on Inter-American (1975) (英語). United States and Chile During the Allende Years, 1970-1973: Hearings Before the Subcommittee on Inter-American Affairs of the Committee on Foreign Affairs, House of Representatives ..... U.S. Government Printing Office
11. ↑  “Manifiesto al país de Salvador Allende, respondiendo al acuerdo de la camara de diputados - Wikisource” (スペイン語). es.wikisource.org. 2024年9月1日閲覧。
12. ↑  “The R�binson Rojas Archive: The murder of Allende and the end of the Chilean way to socialism.- The R�binson Rojas Archive.- RRojas Databank.- Puro Chile. The memory of the people.”. www.rrojasdatabank.info. 2024年9月1日閲覧。
13. ↑  Laborde, Antonia (2023年9月11日). “Minuto a minuto: así fue el golpe militar del 11 de septiembre de 1973 en Chile” (スペイン語). El País Chile. 2024年9月1日閲覧。
14. ↑  “Rome News-Tribune - Google ニュース アーカイブ検索”. news.google.com. 2024年9月1日閲覧。
15. ↑  “Document #28: “Final Speech,” Salvador Allende (1973) | Modern Latin America”. library.brown.edu. 2024年9月1日閲覧。
16. ↑  “Home | National Security Archive”. nsarchive.gwu.edu. 2024年9月1日閲覧。
17. ↑  Joseph, Gilbert M.; Grandin, Greg (2010-10-21) (英語). A Century of Revolution: Insurgent and Counterinsurgent Violence during Latin America’s Long Cold War. Duke University Press. ISBN 978-0-8223-9285-9
18. ↑  “Memorandum for Henry Kissinger”. nsarchive2.gwu.edu. 2024年9月1日閲覧。
19. ↑  Stout, David (2003年1月30日). “Edward Korry, 81, Is Dead; Falsely Tied to Chile Coup” (英語). The New York Times. ISSN 0362-4331 2024年9月1日閲覧。
20. ↑  “Showdown in Santiago” (英語). Foreign Affairs 93 (5). (2014年8月18日). ISSN 0015-7120 2024年9月1日閲覧。
21. ↑  Valenzuela, Julio Samuel; Valenzuela, Arturo (1986). Military Rule in Chile: Dictatorship and Oppositions. Johns Hopkins University Press. p. 316.
22. ↑  日本放送協会『CIA 世界を変えた秘密工作 - 映像の世紀バタフライエフェクト』。2024年8月2日閲覧。